# Білорус (канонерський човен)
«Білору́с» (колишня польська «Zaradna») — річковий канонерський човен (канонерка) типу Z.

## Історія корабля
Канонерку побудовано у 1933—1935 рр. в портових майстернях Marynarka Wojenna у місті Пінськ під назвою «Зара́дна» (пол. «Zaradna»). Озброєння складалося з 100-мм гаубиці Шкода M14/19 у башті, розташованій у передній частині корпусу, а також 37-мм танкової гармати Puteaux SA 18 та 7,92-мм кулемета Гочкіса у маленькій башті від бронеавтомобіля WZ.34 в передній частині надбудови. Разом з 3 іншими канонерськими човнами типу «Z» увійшла до складу 1-го бойового дивізіону Речкової флотилії ВМС Польщі.
У 1939 році у складі дивизіону канонерку направлено на річку Струмень (рукав Прип'яті) у район села Лемешевичі, де вона увійшла до групи підполковника Влодзимера Клевщчинського (пол. Wlodzimier Klewszczynski), сформовану для захисту моста та переправи на відтинку Статичів — Старі Коні. 18-19 вересня 1939 року частково підірвана та затоплена власним екіпажем на річці Струмень в районі села Кнубово після вступу Червоної Армії у Західну Білорусь.

Схема підйому затопленого однотипного польського канонерського човна «Завженьта» (у складі радянського ВМФ КЧ «Трудовий»).

5 листопада 1939 року канонерку підняли спеціальною групою ЕПРОН та на наступного дня о 20:00 відвели буксиром Warszawa («Варшава») у Пінський порт, де її поставили на капітальний ремонт. Під час ремонту надбудову демонтували та замінили меншою за розміром броньованою кермовою рубкою. Гарматна башта була зсунута назад, а замість 100-мм гаубиці в ній розташували дві 76-мм гармати УСВ. На кормі розташували одну зенітну 76-мм гармату Лендера. Озброєння доповнили три кулемети «Максим».
Наказом № 0149 від 21 лютого 1941 року канонерку під назвою «Білорус» зарахували до складу Пінської військової флотилії (ПВФ). На момент початку Великої Вітчизняної війни вона знаходилася на верфі у Пінську та залишалася несамохідною. 28 червня, ще до евакуації бази флотилії у Пінську, «Білорус» на буксирі почав перехід до Києва з метою дооблаштування.
18 липня біля села Берегова Слобода Річицького району канонерку, яка ще не брала участі у бойових діях, атаковано шістьма німецькими пікірувальниками. Корабель отримав такі пошкодження від осколків бомб, що вибухнули поруч: пошкодження лівого двигуна, зенітної 76-мм гармати та бортової радіостанції. До того ж 3 червонофлотці поранено.
Після ремонту у Києві на верфі заводу імені І. В. Сталіна, що закінчився 28 липня, канонерку зараховано 4 серпня до складу Київського загону річкових кораблів (ЗРК) ПВФ для дій на річці Дніпро на флангах Київського укріпленого району. 28 серпня «Білорус» перевели до складу нового Чернігівського ЗРК. 7 вересня за наказом командуючого флотилією канонерка вийшла з Києва на річку Десна. З 8 вересня «Білорус» у парі з монітором «Вітебськ» приступив до виконання завдання — не дати супротивнику переправитися на лівий берег Десни біля м. Остер  та підтримувати дії 146-ї стрілецької дивізії у тому ж районі. У цілому бої виявилися невдалими для радянської сторони, і «Білорус» відходив вниз по течії у напрямку Києва. 13-17 вересня канонерський човен вів обстріл супротивника в районі сіл Літки і Жукин, а потім біля села Свиноїди та Вища Дубечня, взаємодіючи з піхотою 27-го стрілецького корпусу 37-ї армії Південно-Західного фронту.
Подальша участь канонерського човна «Білорус» офіціально не задокументована. Але встановлено, що канонерку або затопив, або залишив власний екіпаж у районі села Свиноїди під час відступу 27-го стрілецького корпусу з рубежу річки Десна. 6 жовтня 1941 року «Білорус» вивели із списків кораблів ВМФ наказом № 00360.